# Krzysztof Wielicki
14 sommets de plus de 8 000 mètres d'altitude
Krzysztof Jerzy Wielicki, né le 5 janvier 1950 à Szklarka Przygodzicka en Pologne, est un alpiniste polonais. Il est le 5e homme à gravir les 14 sommets de plus de huit mille mètres.

## Biographie
Krzysztof Jerzy Wielicki, né le 5 janvier 1950 à Szklarka Przygodzicka, a passé son enfance à la campagne. Dans sa jeunesse, il apprécie le sport et la nature, pratiquant la voile et la randonnée.
En 1970, il commence à grimper par le biais du scoutisme et pendant ses études supérieures. Il est diplômé de Politechnice Wrocławska à Wrocław avec le titre d'ingénieur en électronique. Il devient ensuite coordinateur en chef dans l'industrie automobile chez Fiat.
Ses premières ascensions se font dans les Tatras polonaises. En 1973, il fait la première hivernale intégrale du pilier de Kazalnica. Il grimpe également dans les Alpes et les Dolomites où il réalise la première ascension en un jour de la voie franco-italienne à la punta Tissi à la Civetta.
En 1974 et 1975, il fait des ascensions difficiles dans le Caucase sur les faces nord du Dykh-Taou, Krumkol et Kochtan-Taou.
En 1977, Wielicki découvre la chaîne de l'Hindou Kouch en Afghanistan avec une expédition du Club alpin de Wrocław. Il réalise avec deux compagnons de cordée l'ascension du pilier gauche de la face nord-est du Koh-e-Shakaur (7 116 m) dans un style alpin.
En 1978, il se rend au Pamir et y accomplit de rapides ascensions du pic du Communisme (7 495 m) et du pic Korzhenevskaya (7 105 m).
Le 17 février 1980, en tant que membre de l'expédition nationale au mont Everest sous la direction de Andrzej Zawada (en), avec Leszek Cichy (en), ils font la première ascension hivernale d'un huit mille. C'est un succès de l'himalayisme polonais, qui a été initialement remis en question par l'himalayiste Reinhold Messner.
En 1983, il décide de devenir professionnel de la montagne et abandonne son poste chez Fiat. Pour financer ses expéditions, il repeint des cheminées d'usine.
Outre l'Everest, Krzysztof Wielicki est également le premier conquérant hivernal du Kanchenjunga et du Lhotse, c'est-à-dire trois des quatre plus hauts sommets du monde, qui sont les seuls à dépasser 8 500 m (le dernier des quatre, K2, a été gravi en hiver en 2021 par une équipe de sherpas menée par Nims Dai). Sur le Lhotse, il se tenait seul la veille du Nouvel An dans un corset qu'il portait après que sa colonne vertébrale eut été endommagée dans les montagnes. C'est la toute première ascension hivernale d'un huit mille à être effectuée en solitaire.
Pour gravir le Broad Peak il a « couru » en solo en une journée (la première ascension au monde de la base au sommet d'un huit mille en une journée). Sur le Dhaulagiri (en 16 heures) et le Shishapangma il a grimpé seul, traçant de nouvelles voies. Personne non plus ne l'a accompagné au sommet du Gasherbrum II. Les témoins de son ascension solitaire du Nanga Parbat, l'une des plus hautes faces du monde, n'étaient que des bergers pakistanais, observant ses exploits depuis des prairies éloignées. Il a participé à plusieurs expéditions au K2. Ce n'est qu'à la quatrième, à l'été 1996, que sa persévérance a été récompensée - il a gravi le sommet du pilier nord avec deux Italiens. Après un campement près du sommet, la descente est devenue tragique et heureusement en réussissant à ramener un Italien gravement blessé. Deux autres himalayistes polonais ont participé à l'opération de sauvetage : Ryszard Pawłowski et Piotr Pustelnik, qui ont également attaqué le K2 à l'époque.
Dans les années qui ont suivi, il commence à diriger des expéditions hivernales. Il a organisé une expédition hivernale (Polish Winter Expedition Netia K2 2002-2003) au K2, qui n'a cependant pas atteint le sommet. 
À la fin des années 1980 et avec la chute du régime communiste polonais, il se lance dans le monde des affaires. Il fonde la société Alpinus, fabricant de matériel de montagne ainsi qu'une chaîne de magasins de sport. Ayant moins de temps pour organiser ses expéditions en haute montagne, il fait appel à une agence professionnelle italienne.
Au tournant des années 2006-2007, il fait une autre tentative hivernale pour gravir un huit mille, cette fois-ci le Nanga Parbat, mais en raison de conditions météorologiques extrêmement difficiles, il a dû se retirer avec son équipe. En 2013, il a été le chef de l'expédition, qui visait la première ascension hivernale du Broad Peak. Le 5 mars 2013, le sommet a été atteint par Adam Bielecki, Artur Małek, Maciej Berbeka et Tomasz Kowalski (les deux derniers ont été tués pendant la descente du sommet). En 2018, il dirige une autre tentative de la première ascension hivernale vers le K2. Au cours de cette expédition, deux de ses membres, Denis Urubko et Adam Bielecki, ont mené une opération de sauvetage spectaculaire sur le Nanga Parbat, sauvant la Française Élisabeth Revol après son expédition au sommet, au cours de laquelle a disparu Tomasz Mackiewicz ; Wielicki a coordonné l'opération de sauvetage.
En 2019, le Piolet d'or carrière lui a été décerné par le GHM pour sa carrière exceptionnelle d'alpiniste.

## Les 14 sommets de plus8 000 mètres
- 1980 : Everest avec Leszek Cichy ; première ascension hivernale d'un sommet de plus de 8 000 mètres[3].
- 1984 : Broad Peak, en solo et en 21 heures 30. C'est la première ascension en un jour d'un sommet de plus de 8 000 mètres.
- 1984 : Manaslu par une nouvelle voie sur la face sud-sud-est.
- 1986 : Kangchenjunga en hiver.
- 1986 : Makalu en style alpin avec une nouvelle variante.
- 1988 : Lhotse en hiver et en solo et avec un corset orthopédique[4].
- 1990 : Dhaulagiri en solo via une nouvelle voie.
- 1991 : Annapurna par la voie Bonington.
- 1992 : Manaslu par la voie classique.
- 1993 : Cho Oyu par la voie polonaise.
- 1993 : Shishapangma par une nouvelle voie en solo.
- 1995 : Gasherbrum II par la voie classique en solo.
- 1995 : Gasherbrum I en style alpin par la voie des Japonais.
- 1996 : K2 par la voie des Japonais.
- 1996 : Nanga Parbat par la voie des Japonais.
- 2006 : Gasherbrum II par la voie classique.

## Distinctions
- Piolet d'or carrière décerné par le GHM en 2019.
- Chevalier de l'ordre Polonia Restituta en 2003 (Pologne).
- Médaille de la ville de Grenoble en 2019.
- L'astéroïde Wielicki a ainsi été baptisé en son honneur en 2007.
- Prix Lowell Thomas de l'Explorer Club décerné par l'association The Explorers Club[5].
- Prix Princesse des Asturies avec Reinhold Messner (2018)[6].